# シュコダ6Tr
シュコダ6Tr（チェコ語: Škoda 6Tr）は、チェコスロバキア（現：チェコ）のシュコダが開発・生産したトロリーバス車両である。

## 概要
第二次世界大戦終戦後および1948年のチェコスロバキア政変後初のシュコダ製トロリーバスの新形式。未成に終わったシュコダ5Tr（Škoda 5Tr）の技術を基に開発が行われ、チェコスロバキア国内で開発・製造されたトロリーバスで初めての2軸バスとなった。車体構造はモノコックが採用され、車体右側3箇所に乗降扉が設けられた。出力値96 kwの主電動機や集電用のポールをはじめとする電気機器はシュコダが独自に開発したものが採用された。
1949年から1950年にかけてブルノ市内のトロリーバス（ブルノ・トロリーバス）の開通へ向けて15両（6Tr1）が導入された他、1949年にはプルゼニ（プルゼニ・トロリーバス）にも1両が導入された。そのうち後者は動力伝達用の自在継手の形状が変更されており、「6Tr2」と言う形式名が付けられていた。ブルノでは1966年、プルゼニでは1971年まで営業運転に使用され、2022年現在はプルゼニ向けの1両がブルノ技術博物館で動態保存されている。

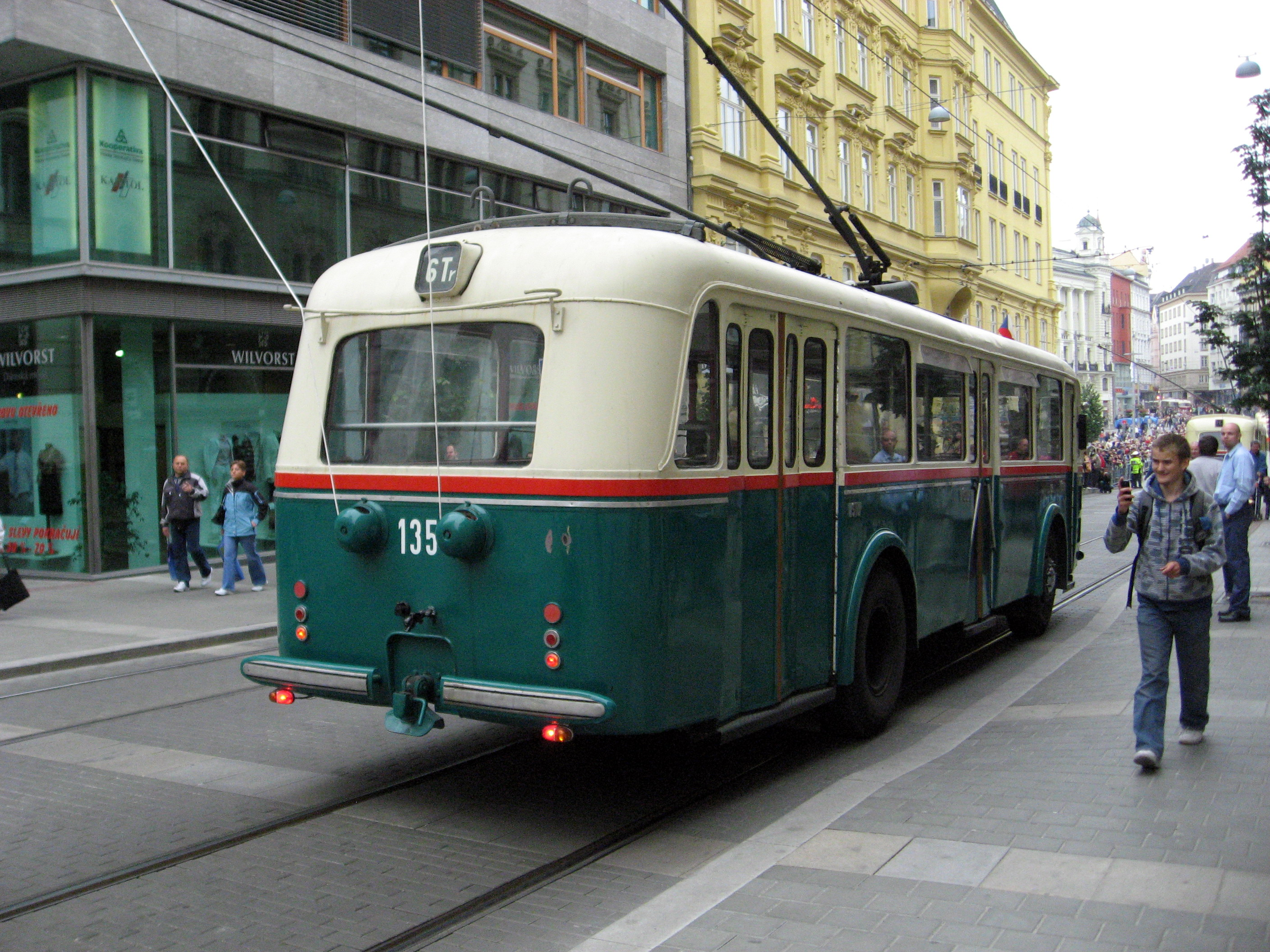
後方（ブルノ）
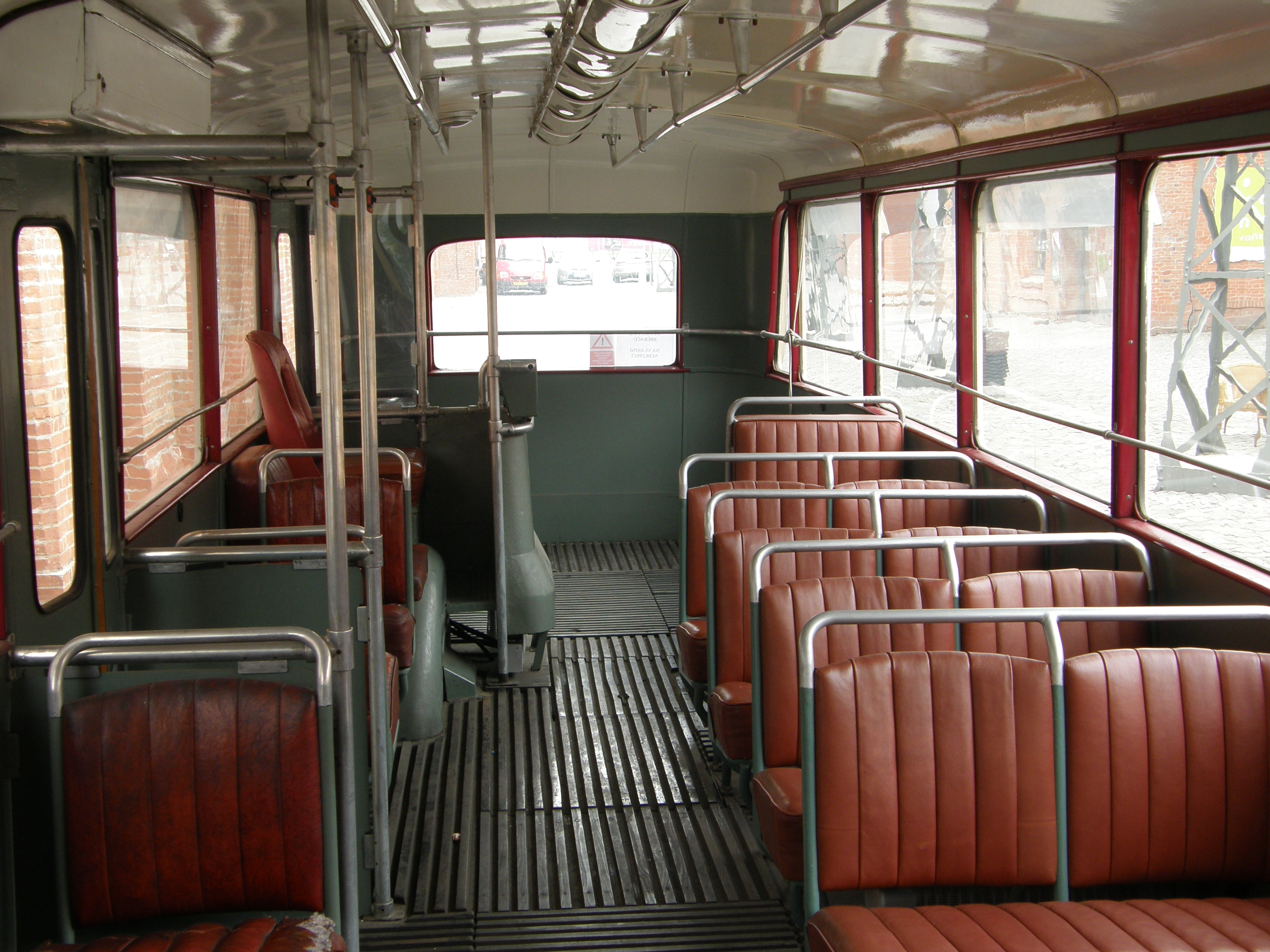
車内（ブルノ）
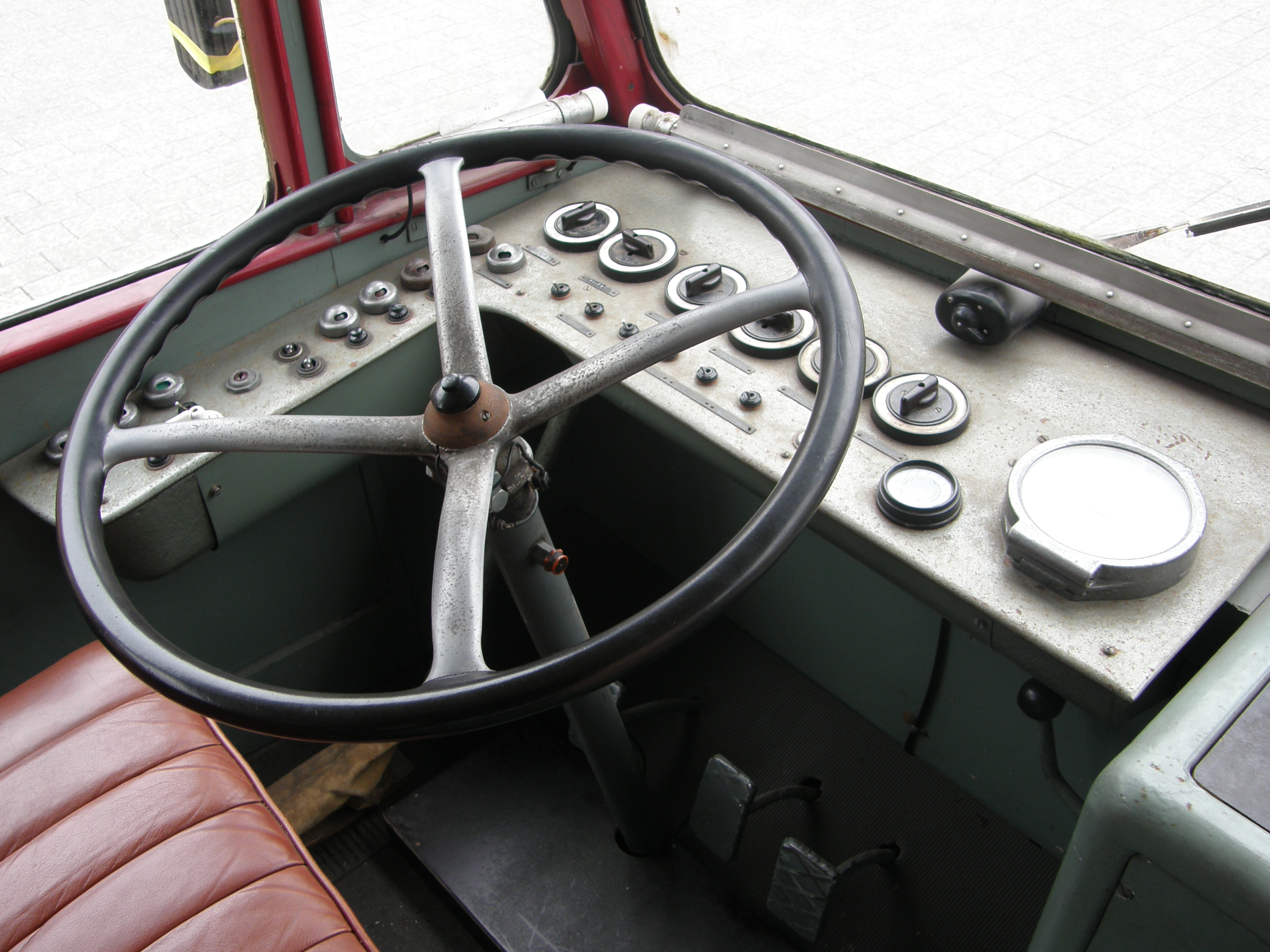
運転台（ブルノ）